# Uvanilla olivacea
Uvanilla olivacea là một loài ốc biển thuộc họ Turbinidae. 

## Phân bổ
Loài ốc biển này được tìm thấy từ La Paz ở Vịnh California về phía nam tới Oaxaca, Mexico . 

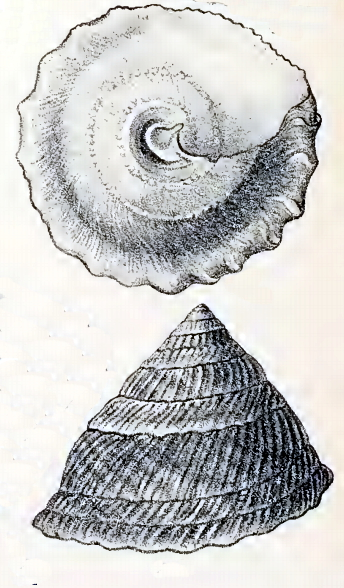
Bản vẽ với hai góc nhìn của vỏ ốc Uvanilla olivacea